# Quatre romances, op. 3 (Rimski-Korsakov)
Les Quatre romances, op.3, constituent un ensemble de mélodies de Nikolaï Rimski-Korsakov, composé en 1866.

## Présentation
1. Ель и пальма (« Le Pin et le palmier ») de Heinrich Heine[1], traduit par Mikhaïl Mikhaïlov, dédié à Alexandre Borodine.
Larghetto ( = 72), à 
 en mi mineur ;
2. Южная ночь (« Nuit du Sud ») de Nikolay Shcherbina (en), dédié à Mili Balakirev.
Allegro ( = 72), à 
 en si mineur ;
3. Ночевала тучка золотая (« Un nuage doré sommeillait ») de Mikhaïl Lermontov.
Andante ( = 69), à quatre temps (noté ) en sol dièse mineur ;
4. На холмах Грузии (« Sur les collines de Géorgie ») d'Alexandre Pouchkine, dédié à Sofia Belenitsina.
Moderato ( = 80), à 
 en do dièse mineur.

## Composition
Ces quatre mélodies sont composées par Nikolaï Rimski-Korsakov en 1866.

## Analyse
La première mélodie est « un intéressant essai de déclamation mélodique et d'opposition entre un climat nordique et une évocation méridionale ; l'accompagnement est manifestement pensé en termes d'orchestre ».
Le philosophe et musicologue Vladimir Jankélévitch identifie précisément, « pour la musique russe comme pour les musiciens français de la fin du XIXe siècle, l'attrait du Sud [comme] tropisme fondamental. Mais le Midi lui-même est en quelque sorte l'Orient des pauvres, le timide avant-goût, pour ceux qui ne peuvent aller bien loin, du soleil exotique et des ivresses australes : l'Orient, ce grand Est qui est un grand Sud, apparaît ainsi comme l'accomplissement du Midi ou comme l'extrême Midi de nos langueurs septentrionales ; au-delà de la lumière méridienne et plus loin que le proche Levant, il y a une contrée baroque, exubérante et monstrueuse, une terre des parfums qui est à l'Est de tout Est et qu'on pourrait appeler l'Orient absolu ». 
Si André Lischke trouve « un peu quelconque » la troisième mélodie « eu égard à la beauté et à la notoriété du texte poétique », la seconde mélodie est « une sorte de nocturne fiévreux ».

## Postérité
Le premier poème, de Henri Heine, est également mis en musique par Liszt (Ein Fichtenbaum steht einsam, S 309) et Maurice Delage (Quatre poèmes hindous).
Les mélodies de Liszt et de Rimski-Korsakov évoquent « plutôt le songe nostalgique du sapin, et non celui du palmier — mais en fait les deux langueurs symétriques se font écho l'une à l'autre », suggère Vladimir Jankélévitch : « Peut-être le palmier fut-il jadis sapin dans les forêts du Nord, peut-être le sapin fut-il jadis palmier dans la lumière… Ainsi éprouvent-ils l'un et l'autre la nostalgie d'un ailleurs ».